# Auxiliatrices
Ne doit pas être confondu avec Sœurs auxiliatrices des âmes du purgatoire.
Les Auxiliatrices des âmes du purgatoire (en latin : Instituti Sororum auxiliatricum animarum in Purgatorio degentium) forment une congrégation religieuse catholique apostolique féminine de droit pontifical.

## Histoire
Les 1er et 2 novembre 1853, alors qu'elle est en prière dans l'église Notre-Dame de Grâces de Loos, Eugénie Smet (1825-1871)ressent un appel à fonder une association de prière pour les défunts ainsi qu'une congrégation religieuse consacrée au soulagement des âmes du purgatoire. Le curé d'Ars confirme sa vocation et son inspiration. 
En 1855, elle est mise en relation, par une amie, avec Jean-Baptiste Largentier, vicaire de l'église Saint-Merri de Paris, qui désire également fonder une congrégation religieuse dédiée à la prière pour les âmes du purgatoire. Il a réuni, dans ce but, un groupe de filles pieuses dans un petit appartement de la rue Saint-Martin, proche de l'église Saint-Merri. Eugénie les rejoint le 19 janvier 1856. Au fil du temps, des points de vue différents apparaissent : Largentier veux que les futures sœurs adoptent un costume religieux et que la congrégation se voue à l'enseignement et au soin des malades,. Au contraire, Eugénie veut que les sœurs puissent accepter toutes œuvres et qu'elles ne portent pas d'habit religieux pour être plus proche des personnes éloignées de la foi. 
Les divergences étant trop importantes, elle décide de suivre son proche chemin et déménage avec ses neuf compagnes, le 1er juillet 1856, dans une maison avec jardin rue de La Barouillère. Quelques jours plus tard, elle est sollicitée pour soigner une pauvre malade sans ressources ; c’est le début des soins gratuits à domicile, œuvre qui est le point de départ de bien d'autres activités. Le 27 décembre suivant, Eugénie, en religion Marie de la Providence, et cinq de ses compagnes prononcent leurs premiers vœux religieux. La fondatrice et son assistante, Marie du Sacré-Cœur, prononcent leurs vœux perpétuels le 25 janvier 1858 lors d'une cérémonie présidée par le cardinal Morlot.
En 1859, Eugénie crée un Tiers-Ordre pour répondre au désir de plusieurs femmes de participer aux prières pour les défunts et aux œuvres de charité des auxiliatrices, en particulier la visite des malades. La première réception des dames associées a lieu le 21 mars 1859 en présence du cardinal. La même année, le jésuite Hippolyte Basuiau (1824-1886), dont le couvent est situé rue de Sèvres, proche de la maison des sœurs, devient le directeur spirituel de la communauté (de 1859 à 1865). Le 25 mars 1859, la congrégation adopte la spiritualité ignatienne et les constitutions de la Compagnie de Jésus adaptées aux nécessités de ses œuvres,. Les sœurs font également une retraite spirituelle selon les exercices de saint Ignace. L'institut reçoit le décret de louange le 6 août 1869 et ses constitutions sont approuvées par le Saint-Siège le 25 juin 1878.
La première fondation en France est Nantes (1864), puis Cannes et Orléans (1875), Tourcoing (1877), Montmartre et Blanchelande (1879), Reims (1880), Lourdes (1894), Versailles (1895) et Lille (1900). La première maison à l'étranger est ouverte à Shanghai en 1867 à l'appel des jésuites. C'est ensuite Bruxelles (1869), Londres (1873), Jersey, Turin et Liège (1880), Florence (1890), New York (1892), Vienne (1897), Gand (1900), Rome, Namur et San Remo (1901), Lucerne (1902), Édimbourg, Saint-Sébastien et Saint-Louis (1903), San Francisco (1905), Trieste (1908), Hiroshima (1935). Elles créent une communauté au Mexique en 1947 qui fonde à son tour à Bogota en Colombie, puis Managua au Nicaragua en 1980. Elles s'installent à Granby au Québec en 1949. La première fondation en Afrique est Gisagara au Rwanda en 1954; elles créent dans ce pays la première école de formation d'assistantes sociales. Une maison avec école est ensuite créée à N'Djaména en 1959. Elles s'implantent en Inde en 1995 avec une communauté à Barasat. Elles fondent au Kenya en 2011 où elles ouvrent le noviciat anglophone en 2020.

## Fusion
Une congrégation a fusionné avec les Auxiliatrices: 
- 1970 : Les Sœurs de Jésus-Christ Bon Pasteur et de Marie Immaculée fondées le 17 avril 1827 à Bourges par Marie-Antoinette-Clémentine Anjorrant (1797-1873)[25]. Il est ensuite décidé que la congrégation s'occupera du relèvement des jeunes filles. Le 3 mai 1829, la fondatrice et deux compagnes prennent l'habit religieux et prononcent leurs vœux[26]. L'année suivante, à l'invitation de Jean de Beauregard, évêque d'Orléans, les sœurs quittent Bourges pour diriger une maison de relèvement de jeunes filles à Orléans[27]. Elles sont appelées dans le même but en 1836 à Rouen[28]. Le 25 mai 1837, le cardinal de Croÿ approuve l'établissement de Rouen[29]. La reconnaissance civile est accordée la même année[30].

## Activités et diffusion
Elles ne sont pas liées à une forme spécifique d'apostolat. Elles sont présentes en:
- Europe : Allemagne, Autriche, Belgique, Espagne, France, Grande-Bretagne, Hongrie, Italie, Roumanie, Suisse.
- Amérique : Canada, Colombie, Mexique, États-Unis.
- Asie : Chine, Japon, Inde.
- Afrique: Kenya, Rwanda, Tchad.

En 2017, la congrégation comptait 514 sœurs dans 104 maisons.